# Cecil Haig
Cecil Henry Haig (Kensington, Londres, 16 de març de 1862 – Monnington on Wye, Herefordshire, 3 de març de 1947) va ser un tirador anglès que va competir a començaments del segle xx.
El 1908 va prendre part en els Jocs Olímpics de Londres, on disputà dues proves del programa d'esgrima. En la competició d'espasa per equips guanyà la medalla de plata formant equip amb Edgar Amphlett, Leaf Daniell, Robert Montgomerie, Martin Holt i Edgar Seligman; i en la competició d'espasa individual finalitzà en la cinquena posició final.